# Elizabethtown (Indiana)
Elizabethtown è un comune degli Stati Uniti d'America, situato nello Stato dell'Indiana, nella contea di Bartholomew.